# مسمكة مستدامة

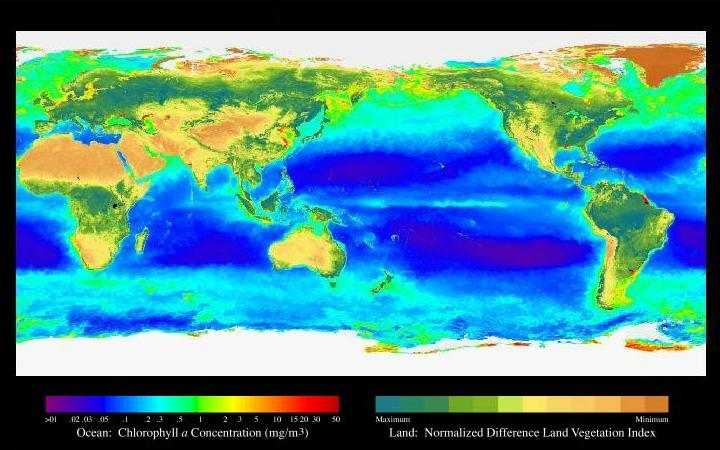
خريطة تبين مستويات الإنتاج الأساسي في محيطات العالم

إن الفكرة التقليدية لـ مصايد الأسماك المستدامة هي مصايد الأسماك التي يتم حصدها بمعدل مستدام، بحيث لا ينخفض تعداد السمك على مدار الزمان بفعل ممارسات الصيد. وتجمع الاستدامة في مصايد السمك بين مناهج نظرية، مثل آليات تعداد السمك في المصايد, جنبًا إلى جانب إستراتيجيات عملية، مثل تجنب الصيد الجائر باستخدام تقنيات مثل حصص صيد الأسماك الفردية والحد من ممارسات الصيد التدميرية وصيد الأسماك غير القانوني وغير المعلن وغير المنظم، من خلال الضغط لوضع القوانين والسياسات المناسبة وإقامة مناطق المحميات وترميم مصايد الأسماك التالفة ودمج جميع العناصر الخارجية المدمجة في الأنظمة البيئية في اقتصاديات مصايد الأسماك، وتثقيف المستفيدين والجمهور العام ووضع برامج اعتماد مستقلة.
من المخاوف الأساسية التي تحيط بمسألة الاستدامة أن ضغوط صيد الأسماك الهائلة، مثل الاستغلال الزائد أو زيادة الصيد الجائر|زيادة الصيد الجائر أو الصيد الجائر للأسماك البالغة, ستؤدي إلى فقد كمية كبيرة من الناتج المستدام|الناتج المحتمل; إن تركيب هذا المخزون سوف يتآكل حتى يصل إلى مرحلة فقد التنوع والمرونة مع التقلبات البيئية؛ فتلك الأنظمة البيئية والبنيات الأساسية الاقتصادية الخاصة بها سوف تدور في دورة من الانهيار والتعافي؛ وستكون إنتاجية كل دورة أقل من سابقتها؛ وسيحدث هذا التغير في توازن مستوى التغذية|.

## نظرة عامة
يعتقد أن مصايد الأسماك المفترسة قد بلغت ذروتها وبدأت في الانحدار، مع المواطن الطبيعية القيمة التي هي في حالة خطيرة، مثل الخور والشعاب المرجانية. إن الزراعة المائية أو مزارع الأسماك الخاصة بالأسماك التي تتغذى على الأسماك, مثل السلمون, لم تحل المشكلة فالأسماك المزروعة التي تتغذى على الأسماك يتم إطعامها منتجات الأسماك المفترسة، مثل السمك الطعم. مزارع السلمون لها أيضًا آثار سلبية على السلمون البحري. فالأسماك التي تحتل مستويات تغذية أعلى تكون مصادر أقل فعالية لطاقة الطعام.
إن الأنظمة البيئية لمصايد الأسماك من العوامل الفرعية المهمة للبيئة البحرية في عمومها. وتوثق هذه المقالة آراء علماء مصايد الأسماك والمهتمين بـ الحفاظ على الحياة البحرية في الطرق المبتكرة لتحقيق مصايد الأسماك المستدامة.

## نظرة تاريخية
أكد عالم الأحياء البريطاني توماس هنري هكسلي في كلمته الافتتاحية، التي ألقاها عام 1883 في افتتاح المعرض الدولي لمصايد الأسماك في لندن، أن الصيد الجائر «الاستنزاف الدائم» أمر مستحيل من الناحية العلمية، وذكر أنّ من المحتمل «أن تكون جميع مصايد الأسماك البحرية العظيمة غير قابلة للنفاد». في الواقع، كانت مصايد الأسماك البحرية، بحلول العام 1883، تنهار بالفعل. تأسست لجنة الأسماك في الولايات المتحدة الأمريكية قبل ذلك بنحو 12 عامًا بغرض اكتشاف سبب انخفاض مردود مصايد الأسماك في إقليم نيو إنجلاند. كانت مصايد أسماك الهلبوت في المحيط الأطلسي، في الوقت الذي أدلى فيه هكسلي بتصريحه، تنهار فعليًا، ولم تنعتش بعدها أبدًا.

### الإدارة التقليدية لمصايد الأسماك
عادة ما تكون إدارة مصايد الأسماك والعلوم التي تقوم عليها عرضة للتشويه نتيجة لـ «تركيزها الضيق على الديناميكية السكانية لمصايد الأسماك، والفشل في أخذ تأثيراتها على النظام البيئي بعين الحسبان، ما أدى إلى تراجع أعداد أنواع معينة من الأحياء البحرية وإلى انخفاض تنوعها»، ونتيجة لإدراك حقيقة كون الصناعة السمكية «المستفيد الشرعي والوحيد، أي صاحب الصناعة، من الموارد البحرية الحية». تاريخيًا، كان علماء تقييم الأرصدة السمكية يعملون في المختبرات الحكومية، وكانوا يعتبرون أنهم يقدمون -بفضل أعمالهم- خدمة لصناعة صيد الأسماك. رفض هؤلاء العلماء المسائل المتعلقة بحفظ البيئة ونأوا بأنفسهم عن العلماء والعلوم التي أثارت مثل هذه القضايا. حصل ذلك حتى مع تدهور الثروة السمكية على الرغم من توقيع العديد من الحكومات على الاتفاقيات الدولية الملزمة قانونًا بحفظ البيئة.

## التوفيق بين مصايد الأسماك والحفاظ على البيئة
في المؤتمر العالمي الرابع لمصايد الأسماك عام 2004، سأل دانييل باولي: «كيف يمكن تحقيق المصالحة بين علم مصايد الأسماك وعلم الحفظ الحيوي؟»، ثم أجاب بنفسه على سؤاله بالقول: «يتحقق ذلك عند قبول كل من العلمين للمبادئ الأساسية لكل منهما: أن تبقى مهنة الصيد مهنة صالحة، وأن يُسمح للنظم الإيكولوجية المائية بالاستمرار». يعَد مفهوم «التربية المرتبطة» مفهومًا جديدًا، وهو أسلوب لتشغيل المزارع؛ بهدف ترميم السلسلة الغذائية في مناطقها. يمكن أن تؤدي عملية إعادة بناء سلسلة غذائية سليمة إلى قيام المزرعة بتصفية مياه التغذية والهواء من الشوائب، وبتغذية السلسلة الغذائية الخاصة بها، بالإضافة إلى الزيادة الصافية في المحاصيل. تعَد مزرعة الماشية الضخمة «فيتا لا باما»، الواقعة في جنوب إسبانيا أهم مثال على ذلك. يعَد المزارع الأمريكي جويل سالاتين أول من جعل من مفهوم التربية المرتبطة مفهومًا شائعًا، إذ أنشأ أول مزرعة للتربية المرتبطة بمساحة تقدر بنحو 220 هكتارًا، احتلت هذه المزرعة مكانًا بارزًا في كل من كتاب ميشيل بولان، الذي نُشر عام 2006، والذي حمل عنوان «معضلة أمنيفور»، ومن فيلم فود إنك الوثائقي، ومن فيلم فريش الوثائقي أيضًا. يعتمد المفهوم الأساسي للتربية المرتبطة على بذل جهود في سبيل بناء سلسلة غذائية سليمة، وتقوم هذه السلسلة بدورها بالعمل الجاد.